# Championnats d'Europe de tennis de table 1964
Navigation
Édition précédente Édition suivante
Les championnats d'Europe de tennis de table 1964, quatrième édition des championnats d'Europe de tennis de table, ont lieu du 22 au 29 novembre 1964 à Malmö, en Suède.
Le titre simple messieurs est remporté par le suédois Kjell Johansson.